# 彭真 (电视剧)
《彭真》（又名《战地英雄》）是为了纪念彭真诞辰100周年，由全国人大常委会办公厅和中共北京市委联合摄制，八一电影制片厂、北京电视艺术中心承製的电视剧。2002年拍摄。
讲述从1929年开始到1990年间彭真的事迹。与其它历史人物的文艺作品不同，本剧属于纪实类，剧中没有一个虚构的历史人物。

## 制作人员
- 导演：王利民、林兵
- 副导演：王善文 、曹京文、李玉山

## 演员名单
- 吴卫东　饰　彭　真
- 张玉善　饰　彭　真（老年）
- 夏立言　饰　张洁清
- 古　月　饰　毛泽东
- 郭伟华　饰　周恩来
- 郭连文　饰　刘少奇
- 王伍福　饰　朱　德
- 王　健　饰　任弼时
- 潘玉民　饰　邓小平
- 何　畏　饰　董必武
- 赵振华　饰　林伯渠
- 鲁玉杰　饰　聂荣臻
- 史崇仁　饰　聂荣臻（老年）
- 李国华　饰　叶剑英
- 张云立　饰　叶剑英（老年）
- 刘殿臣　饰　陈　云
- 司马云青饰　贺　龙
- 李鑫源　饰　彭德怀
- 傅冰生　饰　关向应
- 丛　林　饰　吴　晗
- 孔庆子　饰　老　舍
- 由立平　饰　梁思成
- 张万昆　饰　张　伟
- 耿圣凯　饰　林　白
- 闫　妮　饰　傅　彦(彭真女儿)
- 薛　勇　饰　刘　仁
- 贺　强　饰　罗瑞卿
- 车晓彤　饰　李葆华
- 许　戈　饰　冯基平
- 许毛毛　饰　戎子和
- 王万里　饰　张主任
- 常　琳　饰　肖　芸
- 孙芳惠　饰　彭真母亲
- 蔡　玲　饰　林巧稚
- 关长珠　饰　诸福堂
- 杨晓岚　饰　闵志国
- 刘慎贤　饰　吴吉昌
- 吴桂苓　饰　傅作义
- 赵汝平　饰　张友渔
- 周宗印　饰　周谷城
- 李　述　饰　王任重
- 袁玉良　饰　武新宇（中年）
- 芮丽容　饰　武新宇（老年）
- 全解放　饰　胡　绳
- 白尔纯　饰　严济慈
- 辛世安　饰　陈丕显
- 汤佐仁　饰　彭　冲
- 王振江　饰　凌　云
- 李方之　饰　彭真弟弟
- 陈增琪　饰　穆　青
- 战卫华　饰　彭　锐
- 王潇芒　饰　彭　洋
- 王　飞　饰　彭　亮
- 罗嘉傲　饰　栗　战
- 李　岚　饰　林徽因
- 张　雁　饰　袁　震

## 相关链接
1. http://cyc7.cycnet.com:8091/leaders/pengzhen/content.jsp?id=4971&s_code=0807%5B%5D
2. http://politics.people.com.cn/GB/8198/70654/4807333.html （页面存档备份，存于）